# Контент завантаження
Контент завантаження або завантажуваний вміст (Ді-Ел-Сі; англ. Downloadable content — DLC) — додатковий контент (медіадані), здебільшого створюваний для відеогри, що вийшла раніше. Його поширює офіційний видавець гри через Інтернет. Контент завантаження можна поділити на кілька типів, починаючи від естетичних змін у спорядженні, до нового, розширеного сюжету, аналогічного до пакету розширення. Таким чином, контент завантаження може додавати нові режими гри, об'єкти, рівні, завдання та інші можливості до повної гри, яка вже вийшла раніше.
У випадку епізодичних відеоігор у вигляді контенту завантаження може прийти новий епізод, тоді як музика у відеоіграх, через медіа-додатки, використовується для розповсюдження серед гравців нових пісень. Контент завантаження значно поширився у 21-му столітті, особливо в зв'язку з поширенням Інтернет-додатків і ігрових систем шостого поколінням. Спеціальні випуски (special edition), або перевидання ігор, часто включають раніше випущений контент завантаження під головною (основною) назвою гри у фізичному пакеті.

## Історія

### Попередники контенту завантаження
Найбільш ранньою формою контенту завантаження були пропозиції повних ігор, наприклад, служба GameLine для Atari 2600, що дозволяла користувачам завантажувати ігри, використовуючи телефонну лінію. Аналогічна послуга Sega Channel дозволяла завантажувати ігри на Sega Genesis через кабельне телебачення. Хоча GameLine і Sega Channel надавали послуги для завантаження повних ігор, вони не пропонували власне контент завантаження для цих ігор.

### На персональних комп'ютерах
З часом популярність і швидкість інтернет-з'єднань зросла, що й привело до використання і поширення цифрового медіа через Інтернет. Створені користувачами моди і рівні ігор поширювались виключно в онлайновому режимі, оскільки переважно їх створювали люди, що не мали інфраструктури, придатної до поширювання контенту через фізичні носії.
Переважна більшість такого контенту була безкоштовною, і термін «контент завантаження» майже не використовувався, щоб позначити такий контент; замість було у вжитку поняття «контент створений користувачем» (англ. user-created content). Втім, розроблені користувачами моди і рівні широко визнані як попередники контенту завантаження для сучасних консольних й комп'ютерних ігор.
У 1997 році Cavedog запропонував в режимі реального часу, у вигляді щомісячних блоків, безкоштовно, завантажувати додатковий контент до комп'ютерної гри-стратегії Total Annihilation.

### На ігрових приставках
Dreamcast була першою приставкою, яка мала онлайн-підтримку як стандарт; контент завантаження був доступний, хоча і обмежений в розмірах через вузькосмугове підключення і розмір карти пам'яті. І хоч ці онлайнові можливості до сьогодні вважаються проривом у відеоіграх, проте, конкуруюча з ними приставка PlayStation 2 реалізовувалась без вбудованого мережевого адаптера.
З появою Xbox, Microsoft стала другою компанією, яка запропонувала контент завантаження. Чимало оригінальних релізів Xbox Live, таких як Splinter Cell, Halo 2 і Ninja Gaiden, пропонували достатню кількість додаткового контенту, доступного для завантаження через службу Xbox Live. Велика частина цього контенту, за помітним винятком контенту для ігор Microsoft — була доступною безкоштовно.
У 2003 році першою грою з платним контентом для завантаження стала гра MechAssaul від Microsoft.
З появою Xbox 360, Microsoft запровадила ще більшу інтеграцію контенту завантаження до нової приставки, присвятивши цілий розділ користувацького інтерфейсу функціям Xbox Live Marketplace. Крім цього, вони частково прибрали потребу в кредитних картках, шляхом реалізації  власної валюти Microsoft Points, яку можна було придбати або за допомоги кредитної картки (в режимі онлайн) або в ігрових магазинах через погашення кодів. Цю стратегію пізніше приймуть Nintendo з Nintendo Points і Sony, з PlayStation Network Card. Одним з найбільш горезвісних прикладів контенту завантаження на приставках був Horse Armor DLC pack, що вийшов на Xbox Live Marketplace для гри The Elder Scrolls IV: Oblivion, компанії Bethesda Softworks.
Sony перейняли і адаптували досвід Xbox Live Marketplace на власному хабі завантаження PlayStation Store. З виходом гри Gran Turismo HD, Sony планувала повністю перейти на ігри, більша частина змісту яких потребувала додаткової купівлі контенту завантаження, шляхом окремих онлайн мікротранзакцій. Проте пізніше цей проект був скасований. Nintendo використовував меншу кількість контенту завантаження на своєму Wii Shop Channel, оскільки велика частина такого контенту припадала на цифрову дистрибуцію старих ігор, які могли бути емульовані новими приставками Nintendo.
Музичні відеоігри, наприклад такі франшизи, як Guitar Hero і Rock Band мали значну перевагу у наявності контенту завантаження. Harmonix стверджували, що в Guitar Hero II функціонально буде «більше онлайн-контенту, ніж в будь-якій грі до цього часу.» Rock Band показали найбільшу кількість елементів завантаження серед усіх консольних відеоігор, з постійним ростом числа нових пісень, які щотижнево додавались в період між 2007 і 2013 роками. Так, повне завантаження всього контенту для Rock Band, станом на 12 липня 2012 року, коштувало $ 9,150.10.

### На портативних (надолонних) приставках
Телефони Nokia, різних моделей, кінця 1990-х і початку 2000-х років пропонували завантаження шутеру Space Impact. З введенням WAP у 2000 році, став доступний додатковий контент завантаження для гри, що містив додаткові рівні.
Завдяки використанню користувачами сервісу Nintendo Wi-Fi Connection, став доступний контент завантаження для деяких ігор на портативну (надолонну) приставку Nintendo DS. Гарним прикладом може бути гра Picross DS, в якій користувачі можуть завантажувати «пакети» класичних головоломок з попередніх ігор Picross (таких як Mario's Picross, а також для завантаження контенту, створеного користувачами. Розробники вводили в оману користувачів грою Professor Layton and the Curious Village, до якої передбачалися «бонусні головоломки», які можна було «завантажити» за допомогою підключення до Nintendo Wi-Fi, однак підключення до Nintendo Wi-Fi Connection просто розблоковувало головоломки, які вже були збережені в самій грі. Так само, у грі Moero! Nekketsu Rhythm Damashii: Osu! Tatakae! Ouendan 2 був прихований одяг, який можна було розблокувати за допомогою  DS Download Stations на обмежений час.
Через використання приставкою Nintendo DS картриджу та обмеженого простору на жорсткому диску для контенту завантаження — розробники повинні заздалегідь планувати вільний простір на картриджі. Фактично гра Picross DS мала місце лише для пакету з десяти головоломок, тому Professor Layton's і контент завантаження Ouendan 2 вже були на картриджі і просто розблоковувались щотижневим кодом.
Контент завантаження для Nintendo DS станом на 2016 рік пропонуються на безоплатній основі. Проте, для Nintendo DSi існував Магазин, аналогічно як і для приставки Wii, який містив ігри та програми, більшість з яких можна було придбати за допомогою Nintendo Points. Варто також відзначити, що, використовуючи приставку Wii через Nintendo Channel, різні DS файли, такі як демоігри та відео можна завантажити на приставку Wii і передати на консоль DSi.
Nintendo 3DS підтримує контент завантаження як оновлення (4.0.0.7U), першою з таких підтримок була музична гра Theatrhythm Final Fantasy у вигляді додаткових пісень. Далі, для Nintendo 3DS, швидко з'яввилися інші ігри з підтримкою контенту завантаження, наприклад: Fire Emblem: Awakening і Super Smash Bros.
З появою мобільної операційної системи від Apple iPhone OS версії 3.0 і випуску гаджета Apple iPhone 4 — став доступним контент завантаження, який можна придбати через інтернет-магазин App Store. Спочатку таку можливість мали лише власники платних додатків до iPhone, але з жовтня 2009 року, контент завантаження став доступним і власникам безкоштовних додатків.

## Ціноутворення
Ціни для контенту завантаження зазвичай коливаються від безкоштовного до $ 20. Наприклад, ігри соціальної мережі Facebook популярні через бізнес-модель мікротранзакцій,хоча дехто і критикував контент завантаження за завищення цін і поштовх до розробників приховувати елементи початкового випуску заради додаткових продажів.
Крім цього, до окремого контенту завантаження, видавці комп'ютерних відеоігор, іноді пропонують «сезонний абонемент» (англ. season pass). Сезонний абонемент дозволяє користувачам зробити попереднє замовлення у виборі майбутнього контенту (протягом певного періоду часу), а також забезпечити здатність негайно отримати його вміст після виходу. В той час як сезонний абонемент часто є способом отримати знижку в порівнянні з покупкою кожного контенту завантаження (DLC) окремо, критики стверджують, що ви, по суті, платите авансом за невідомий наперед вміст. Контент завантаження також може бути включений в ціну самої гри, як бонус попереднього замовлення або в комплекті перевидання повної версії гри, часто позначеного як видання «Гра року» або подібного.
Певний контент надається безкоштовно. Надання безкоштовного контенту завантаження також може забезпечити дохід для ігрових компаній за рахунок зручності користувачів. Наприклад, Naruto: Ultimate Ninja Storm для PlayStation 3 вийшов з деякими вимкнутими функціями. Проте, користувачі могли вільно завантажувати пакети з PlayStation Store, які дозволяли їх вмикати. Отже, користувачі піддаються рекламі й потенційній купівлі. Існують також додаткові маркетингові вигоди, якщо користувачі знають про існування постійної підтримки для даного продукту, або про наявність патчів тощо.
Якщо зазвичай ліцензія диска програмного забезпечення дозволяє його продавати або обмінювати, то контент завантаження, як правило, прив'язаний до облікового запису конкретного користувача і не передбачає можливості передачі цієї ліцензії іншому користувачеві. Наприклад, такий механізм для боротьби за ігровий ринок використала компанія ЕА, в своєму проекті десяти доларів («Project Ten Dollars»), коли контент завантаження заохочував гравців купувати старі ігри на десять доларів дорожче, але без права передачі цієї можливості іншому.
Microsoft зазвичай вимагають від своїх розробників стягувати плату за контент. Натомість розробники воліють розробляти свій контент безкоштовним. Деякі матеріали навіть були утримані від випуску, оскільки розробник відмовлявся стягувати суму, необхідну Microsoft. Розробник Epic Games, що відомий постійною підтримкою своїх старих ігор через послугу завантаження оновлень, вважав, що випуск контентів завантаження протягом всього циклу життя гри сприяє збільшенню продажів і прагнув продовжувати цю бізнес-модель і надалі. Проте, був змушений реалізувати сплату за завантаження контенту для своєї гри Gears of War через вимоги Microsoft, які виступали видавцями.

## Доступність
Крістіна Норман, екс-співробітник Bioware.
Деякий контент поставляється виключно через інтернет-послуги, але бувають випадки, коли додатковий контент присутній на диску з грою (під назвою «замкнений-на-диску» контент, відповідно до англ. “disc-locked” content). Масив критики виникає з того факту, що безліч пропозицій, які реалізовуються через такі сайти, як Xbox Live Marketplace, вивантажують не сам контент завантаження, а ключі, що використовуються для розблокування контенту, якій вже міститься на ігровому диску. Через це багато людей відчувають, що вони переплачують за те, що вже купили. Наприклад, така критика виникла  після завантаження елементів для Street Fighter X Tekken, які вже й так містилися на ігрових дисках.
Видавці також можуть перевидавати деякі ігри з раніше доступним контентом завантаження в комплекті. Також існує критика щодо ексклюзивності контенту завантаження, через те, що його зміст, часто додається до нової версії ігрового диска. Наприклад, покупці гри Resident Evil 5: Gold Edition будуть мати доступ до вмісту раніше ексклюзивного контенту завантаження, без необхідності платити за нього додаткову плату. Перевидання «Ultimate Sith Edition» гри The Star Wars: The Force Unleashed містило додатковий рівень, який був пізніше випущений як контент завантаження (DLC), незважаючи на заяви розробника LucasArts, що він передбачався виключно для версії перевидання.
Ще були випадки, коли контент завантаження мав бути частиною основної гри, але пізніше був вилучений для того, щоб бути проданим як окремий елемент. Наприклад, гра Tomb Raider: Underworld, була піддана критиці за надання двох ексклюзивних пакетів контенту завантаження для Xbox 360, які нібито були вилучені з оригінальної гри.

## Розвиток і перспективи
У той час як родоначальниками контенту завантаження є ігри, все більш популярними його формами в цифровій сфері стають фільми, книги і музика, а також з'являються спроби експериментального DLC. Сервіс Kindle від Amazon, дає можливість оновлювати електронні книги, що дозволяє авторам не лише оновлювати і правити роботу, але й додавати контент. Наприклад, до першої книги Розпач, серії Слуга Доль, автор Val Panesar додав короткі розповіді як контент завантаження майже через рік після її випуску. У цьому, нинішньому вигляді, такий контент не монетизований і схожий за формою оновлень для комп'ютерних ігор.